# Morton Subotnick

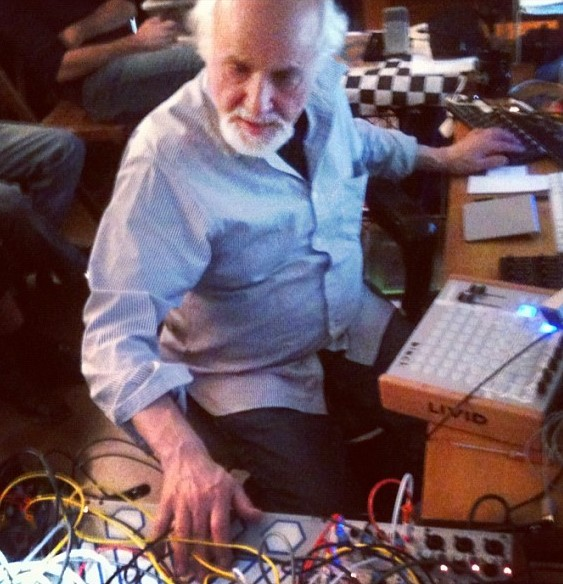
Morton Subotnick (2012)

Morton Subotnick (* 14. April 1933 in Los Angeles) ist ein US-amerikanischer Avantgarde-Musiker, Komponist und Musikpädagoge. Er zählt zu den Pionieren der elektronischen Musik.

## Leben
Subotnick lehrte in den frühen 1960ern am Mills College in Oakland. Gemeinsam mit Pauline Oliveros und Ramon Sender gründete er 1961 das San Francisco Tape Music Center (SFTMC). Zu dieser Zeit arbeitete er mit Anna Halprin, einer Vertreterin des modernen Tanzes, zusammen. Daraus entstanden die Werke 3 legged stool und Parades and Changes.  Subotnick wurde musikalischer Leiter des Actors Workshop in San Francisco. 1963 begann seine Arbeit mit Don Buchla an der Entwicklung einer „elektronischen Black Box oder Electric Music Box“, einem frühen analogen Synthesizer. Das Gerät, Buchla Series 100, das ein Jahr vor Robert Moogs bahnbrechendem Klaviatur-Synthesizer (dem Moog-Synthesizer) fertiggestellt war, allerdings keine kommerzielle Verwertung fand, befindet sich heute im Smithsonian Museum.
1966 konnte Subotnick Stipendien der Rockefeller-Stiftung erwirken, die es ermöglichten, das SFTMC mit dem Kammerorchester des Mills College zu vereinigen. Schließlich wurde Subotnicks Tape Center fester Bestandteil des Mills College und zog nach Oakland. Subotnick ging indes nach New York, wo er Chefdirigent des Vivian Beaumont Theatre am Lincoln Center for the Performing Arts wurde. Gemeinsam mit Len Lye wurde er Artist in Residence an der neugegründeten Tisch School of the Arts der New York University. Die School of the Arts ermöglichte ihm die Einrichtung eines eigenen Studios und den Erwerb eines Buchla Synthesizers. Subotnick wurde künstlerischer Leiter des New Yorker Avantgarde-Nachtclubs Electric Circus, einem Vorläufer der modernen Diskothek und entwickelte dazu die Konzertreihe Electric Ear. 1967 entstand Subotnicks bis heute bekanntestes Werk Silver Apples of the Moon, eine Auftragsarbeit für das Label Nonesuch Records und die erste rein elektronische Komposition, die als Tonträger veröffentlicht wurde. Die Minimal-Pioniere Silver Apples benannten sich nach diesem Stück.
Im Jahr 1969 folgte Subotnick der Einladung nach Los Angeles, sich einer Gruppe von Künstlern anzuschließen, die eine neue Schule planten. Mit Mel Powell als Dekan der Musikschule und Subotnick als stellvertretendem Dekan sowie einem Team aus vier weiteren Künstlerpaaren entstand eine neue Richtung des Musikunterrichtes am noch jungen California Institute of the Arts. Subotnick blieb vier Jahre am Institut, trat dann als stellvertretender Dekan zurück und wurde Leiter des Kompositions-Programms, das in den folgenden Jahren um die Disziplinen neue Medien und interaktive Technologien erweitert wurde. 1978 produzierte Subotnick zusammen mit Roger Reynolds und Bernard Rands fünf international beachtete Neue-Musik-Festivals.
Mit dem Werk Ascent Into Air erreichte Subotnick 1981 einen Höhepunkt in der Geschichte live aufgeführter elektronischer Musikprogrammierungen: An dem digitalen Klangprozessor 4C des IRCAM in Paris präsentierte er zahlreiche innovative Techniken, Experimente mit Quadrofonie und Instrumentenstimmungen sowie seine sogenannten electronic ghost scores (elektronische „Geisterpartituren“). Ein Augenmerk lag hierbei in der Verwendung traditioneller Musikinstrumente in Verbindung mit am Computer generierten Klängen und in der Kontrolle des Computers durch die Akteure als lebende control voltages (siehe Steuerspannung).
Abseits der elektronischen Musik komponierte Subotnick zahlreiche „klassische“ Werke für Symphonie- und Kammerorchester, Theater und Multimedia-Produktionen. Sein Bühnenstück The Double Life of Amphibians, eine Zusammenarbeit mit dem Regisseur Lee Breuer und dem bildenden Künstler Irving Petlin, basiert auf der Interaktion von Sängern und Instrumentalisten mit dem Computer. Das Stück wurde 1984 auf dem Olympic Art Festival in Los Angeles uraufgeführt.
Mit seiner Ehefrau, der Sängerin und Komponistin Joan La Barbara, hat Subotnick drei Kinder: den Animationskünstler Steven Subotnick, den Toningenieur Jacob Subotnick und die Sozialarbeiterin Tamara Winer.
Bekannte Schüler von Subotnick sind Rhys Chatham, Sidney Corbett, Orm Finnendahl, Aaron Jay Kernis und Guy Klucevsek.

## Auszeichnungen
Im Jahr 1998 wurde Morton Subotnick mit dem SEAMUS Lifetime Achievement Award ausgezeichnet.

## Werke

### Musikalben
- 1958: Sonata for Viola and Piano
- 1967: Silver Apples of the Moon
- 1968: The Wild Bull
- 1969: Touch
- 1971: Sidewinder
- 1973: Four Butterflies
- 1975: Until Spring
- 1978: A Sky of Cloudless Sulfur
- 1982: An Arsenal of Defense für Solo-Viola und electronic ghost score (elektronische „Geisterpartitur“)
- 1985: The Key to Songs
- 1986: Jacob’s Room
- 1997: and the butterflies begin to sing
- 1999–2001: Gestures

### CD-Rom
- Mortons Musik - Malkasten. Das erste Musik-Malprogramm für Kinder. (CD-ROM für Mac und PC) Systhema Verlag, München 1998, ISBN 3-634-43012-5.

## Dokumentarfilm
- Morton Subotnick. Portrait of an Electronic Music Pioneer. Regie: Robert Fantinatto, Kanada 2022.

### Interviews
- Robert Mießner: Doku über Synthesizerpionier Subotnick: „Musik ist die Sache“, Interview auf taz.de vom 3. November 2022.
- Buchla: Morton Subotnick discusses the history & reissue of the 100 Series auf YouTube